# Quartus
Pour les articles homonymes, voir Quartus (homonymie).
Quartus est un chrétien du Ier siècle. Il est un des septante disciples envoyés en mission par Jésus, est ensuite disciple de saint Paul qui le cite dans sa Lettre aux Romains, puis serait ensuite évêque de Béryte (Beyrouth). Saint Quartus est fêté le 4 janvier et le 10 novembre.

## Biographie
Lorsque Jésus envoie Septante disciples (ou soixante-douze disciples) en mission deux par deux dans les villages de Terre Sainte, Quartus fait partie de ces disciples, selon une ancienne tradition transmise par les deux listes qui nous en sont parvenues, par la tradition occidentale et par la tradition orthodoxe.
Quartus est ensuite chrétien à Corinthe, ami et disciple de saint Paul. Celui-ci, dans son Épître aux Romains, envoie les salutations de Quartus « notre frère » en plus des siennes,.
Selon la tradition orthodoxe, il devient évêque de Béryte (maintenant Beyrouth).
Étymologiquement, le nom latin « Quartus » signifie « le quatrième ».
Reconnu saint, il est fêté personnellement le 10 novembre (le 23 novembre selon le calendrier orthodoxe), ainsi que le 4 janvier en même temps que les autres soixante-dix disciples.

## Liens
- Notices d'autorité :   - VIAF
  - GND